# Blood of the Snake
Blood of the Snake is het vijfde solo-album van de Amerikaanse keyboardspeler Derek Sherinian. Op het album spelen een aantal muzikanten met wie Sherinian eerder heeft samengewerkt, zoals Simon Phillips, Yngwie Malmsteen, Tony Franklin, Steve Lukather en Brian Tichy. Daarnaast werken artiesten als Billy Idol, Zakk Wylde, Slash en John Petrucci (van Dream Theater, waar Sherinian ook in heeft gespeeld) mee.
Voor de cover van Mungo Jerry's In the Summertime, met onder meer Idol en Slash, is een videoclip uitgebracht. Als verwijzing naar Idol staat op de basdrum de tekst 'Derek Sherinian and The Rebellious Yellers!'. Het tweede album van Idol heet Rebel yell'.
Sherinian, van Armeense afkomst, maakt ook gebruik van instrumenten die uit die regio komen, zoals de doedoek. Deze wordt bespeeld door Djivan Gasparyan op het nummer Prelude to Battle, geschreven voor Sherinians overgrootmoeder, die de Armeense Genocide heeft overleefd. 

## Nummers
1. Czar of Steel – 6:01 (Sherinian/Phillips)
2. Man with No Name – 6:55 (Sherinian/Tichy/Wylde)
3. Phantom Shuffle – 4:21 (Sherinian/Phillips)
4. Been Here Before – 4:30 (Sherinian)
5. Blood of the Snake – 6:09 (Sherinian/Tichy)
6. On the Moon – 4:34 (Sherinian/Phillips)
7. The Monsoon – 6:08 (Sherinian/Tichy)
8. Prelude to Battle – 2:55 (Sherinian/Tichy)
9. Viking Massacre – 4:58 (Sherinian/Tichy)
10. In the Summertime (cover van Mungo Jerry) – 3:51* (Ray Dorset)

* In het boekje bij de cd staat de tijd van 3:51 vermeld. De track op de cd duurt 6:32. Te horen is hoe Sherinian met vrienden viert dat het album is uitgegeven.

## Muzikanten
- Derek Sherinian - keyboards
- Billy Idol - zang op 10
- John Petrucci - gitaar op 1
- Zakk Wylde - gitaar op 2, 5, 7; zang op 2
- Brad Gillis - gitaar op 4, 6
- Yngwie Malmsteen - gitaar op 5, 7, 8, 9
- Slash - gitaar op 10
- Tony Franklin - fretless basgitaar op 1, 2, 4, 5, 6, 8; basgitaar op 10
- Jimmy Johnson - basgitaar op 3
- John "JD" DeServio - basgitaar op 7
- Simon Phillips - drums op 1, 3, 4, 6
- Brian Tichy - drums op 2, 5, 7, 9, 10; basgitaar op 9
- Jerry Goodman - viool op 2, 4
- Brandon Fields - altsaxofoon op 1, 3, 6
- Djivan Gasparyan - doedoek op 8
- Dimitris Mahlis - oed op 7, 8
- Mike Shapiro - percussie op 8